# 대리 투표
대리 투표(代理投票, 영어: proxy voting) 또는 위임 투표(委任投票)는 다른 사람이 자신의 의사를 대신하여 투표하는 것이다. 부정 선거의 위험 때문에 정치적인 선거에서는 금지되지만 기업의 주주총회에서는 허용된다.

## 의결권의 대리행사
이사회는 이사 개개인의 능력과 고도의 신뢰관계에 기초해서 업무집행의 결정을 하는 기관이므로 이사는 직접 의결권을 행사해야 하고 그 대리행사는 허용되지 않는다. 이사들 상호간에 의결권을 위임하는 것 역시 금지된다.

### 판례
주식회사의 이사회는 주주총회의 경우와는 달리 이사 자신이 이사회에 출석하여 결의에 참가하여야 하며, 대리인에 의한 출석은 인정되지 않고 따라서 이사 개인이 타인에게 출석과 의결권을 위임할 수도 없는 것이니 이에 위배된 이사회의 결의는 무효이다.

## 같이 보기
- 상징적 상호작용